# Santuario di San Rocco (Serra Riccò)
Il santuario di San Rocco è un luogo di culto cattolico situato nella frazione di Pedemonte, in via Campo Poggio, nel comune di Serra Riccò nella città metropolitana di Genova.

## Storia e descrizione

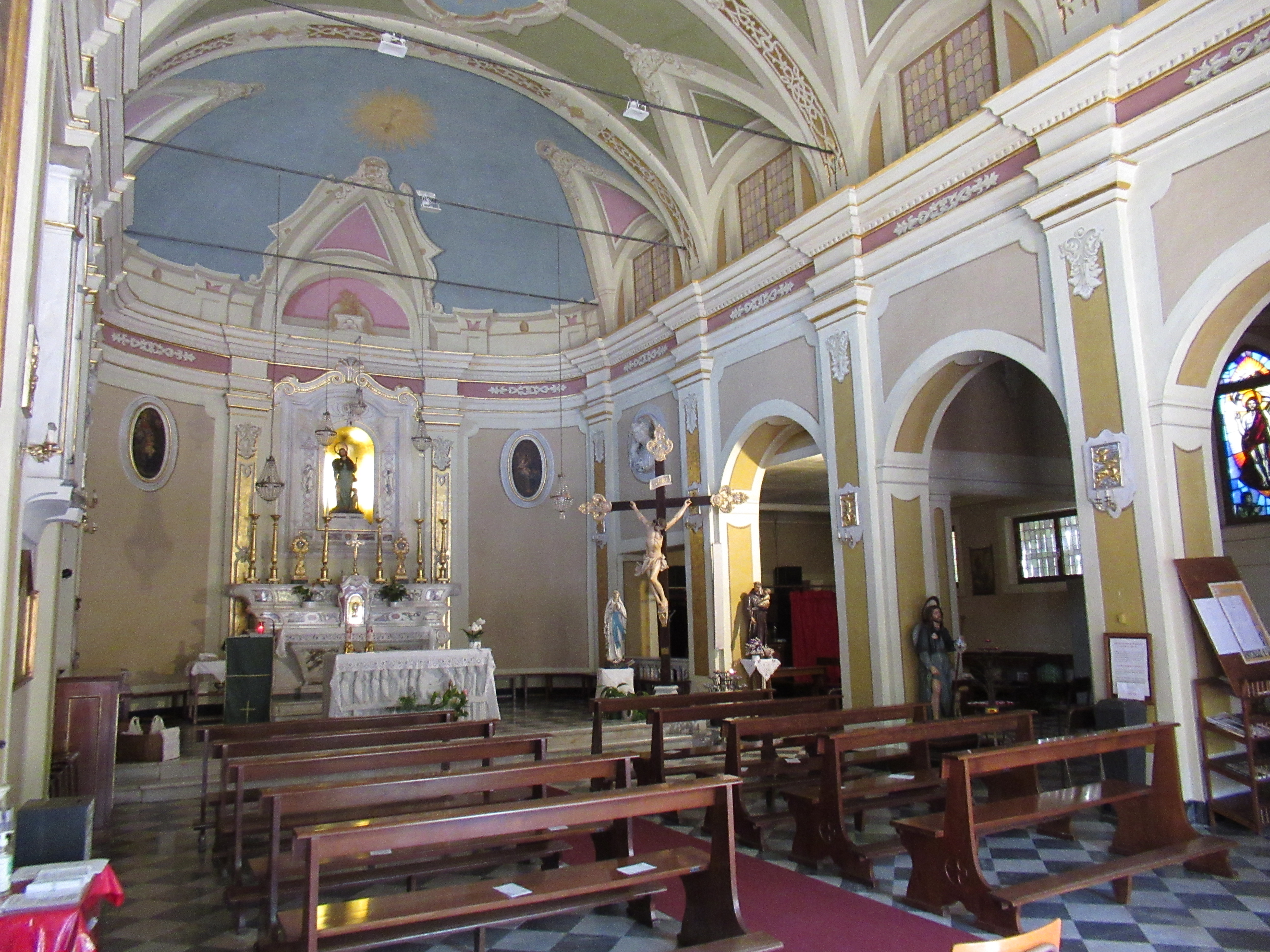
L'interno

Il santuario si trova alla confluenza tra il rio Pernecco e il torrente Secca, nel luogo in cui, secondo la tradizione, durante uno dei suoi pellegrinaggi, lo stesso san Rocco aveva sostato in preghiera presso un masso nel greto del torrente. Alcuni decenni dopo questo leggendario avvenimento fu costruito il piccolo santuario, dove annualmente, il 16 agosto, ricorrenza del santo, si tiene una grande festa, le cui prime notizie risalgono al 1771. Oggi san Rocco è il santo patrono dell'intero territorio comunale; in occasione della festa si svolge una processione con la partecipazione di molte confraternite con i loro "Cristi". Si tiene anche una fiera con numerose bancarelle ed è organizzato uno spettacolo di fuochi pirotecnici che attira moltissime persone da tutta la val Polcevera.
Per un voto fatto dalla popolazione in occasione dell'epidemia di influenza spagnola che imperversò in Europa nel 1917, durante la festa è invece proibito ballare. Il voto è stato fatto a san Rocco in quanto protettore dalle pestilenze.